# 대동중학교 (부산)
대동중학교(大東中學校)는 대한민국 부산광역시 사하구 신평동에 있는 사립 중학교이다.

## 학교 연혁
- 1949년 3월 : 학교법인 대동학원 설립
- 1949년 3월 : 대동중학교 설립인가
- 1976년 7월 : 학교법인 국성학원으로 명칭 변경 인가
- 1993년 11월 : 서대신동에서 현 위치로 신축 이전
- 2011년 3월 : 운동장 인조 잔디 설치
- 2012년 3월 : 과목중점형 교과교실제 실시(교과교실 구축)
- 2012년 12월 : 부산시 교육청 ‘생활지도 으뜸학교’ 선정
- 2019년 12월 : 학교 숲 조성사업 완료
- 2021년 2월 : 복도 중창 공사 완료, 학교공간 혁신사업 구축 완료 (도서관, 가사실, 예절실, 중앙현관 쉼터)
- 2024년 2월 : 제75회 졸업식(175명, 총 졸업생수 31,590명)
- 2025년 3월 : 제23대 박용찬 교장 취임

## 참고 자료
- 대동중학교 - 한국교육학술정보원 학교알리미